# فلسفه اطلاعات
فلسفهٔ اطّلاعات (به انگلیسی: Philosophy of information) به آن دسته از پژوهش‌های فلسفی و انتقادی گفته می‌شود که به منظور تبیین و روشن‌سازی مفاهیم، معانی، سرچشمه‌ها، اصول، و مبادی بنیادین اطّلاعات انجام پذیرد.
مطالعات و بررسی‌های فلسفی بر روی مفاهیم اطلاعات معنایی هنوز در ابتدایی‌ترین مراحل آن قرار دارد، به‌طوری‌که حتی در مورد راه‌ها و شیوه‌های طرح مسئله هم تاکنون توافقی حاصل نشده‌است.

## تعریف اطّلاعات
گرچه تاکنون تعریفی فراگیر و همه‌جانبه از اطّلاعات میسّر نگردیده‌است، پدیده‌های گوناگونی را می‌توان بر حسب زمینه و موضوع، اطّلاعات نام‌داد. معمولاً از سه نوع پدیده به نام اطّلاعات یاد می‌شود:
- اطّلاعات به عنوان یک فرایند شناخت‌محور[۳]
- اطّلاعات به عنوان دانشی که ارائه گردیده‌است
- از داده‌ها، اسناد، تصاویر، و موارد همانند آن‌ها به‌عنوان اطّلاعات یاد می‌شود

هر چند اطّلاعات به خودی خود مهمّ است، اهمّیّت واقعی آن به سبب دانشی است که می‌تواند از آن ناشی گردد. شایان اشاره و تأکید است که همچون تمامی موارد دیگر جهان، اطّلاعات، و دانش برآمده ازآن اطّلاعات هم مشمول ترازهای تجریداند:
آنچه که در این لایه دانش نامیده می‌شود، خود اطّلاعات است برای دانشی که در تراز بلافاصله بالاتر از آن واقع است. شاید ساده‌ترین مثال را بشود ارتباط چکیدهٔ (مجرّدشده) یک مقاله با خود آن دانست: هر چند خود مقاله می‌تواند پاسخگوی پاره‌ای از سؤالات باشد، و لذا، از نوع دانش، برای چکیدهٔ خود به عنوان اطّلاعات عمل خواهد نمود.

## دانش محاسبات و فلسفه
تعاملات و داد و ستدهای علمی مابین دانشمندان علوم رایانه و اندیشمندان وادی فلسفه به هیچ وجه امروزی نیست. فلسفهٔ تولّد و ظهور کامپیوترهای ارقامی در اواسط قرن بیستم (م) را در واقع می‌شود در حوزهٔ بزرگ‌تر فلسفهٔ علوم، سیبرنتیک، علوم نرم، و نیز در مجموعهٔ علل و انگیزه‌های مربوط به آغاز تفکرّات سیستمی و کلیّات‌نگر، و نیز در منشأ و بخش مشترک تمامی آن‌ها - پیچیدگی - نشان گرفت.